# ソラリアステージ
ソラリアステージは、九州最大の繁華街である福岡市中央区天神に位置するファッションビル。大手私鉄である西日本鉄道が所有、運営している。
位置関係として北は福岡パルコ本館に接して南は、きらめき通りを挟んでソラリアターミナルビルに接している。東は渡辺通りに面しており西側には市道を挟んで新天町商店街がある。

## 歴史
当地には元々、西鉄福岡（天神）駅の駅舎・ホームがあったが、同駅が西日本鉄道（西鉄）による再開発事業「天神ソラリア計画」第二期で建設されたソラリアターミナルビルへ移転することとなった。これに伴い、旧駅舎南側とホームの跡地に再開発ビルを建てることが計画された。
当初は隣接してターミナルデパートを構えていた岩田屋（旧本館。現在の福岡パルコ本館の建物）に核店舗として出店を依頼したが、フロアの構造などの問題から岩田屋が出店を断ったため、代わりに西鉄系の「雑貨館インキューブ天神店」が核店舗として入居することになった。
ソラリアターミナルビル完成と前後する1997年6月24日に天神ソラリア計画第三期事業として着工し、1999年3月30日にソラリアステージビルとして完成、同年4月24日にグランドオープンした。旧駅舎の北側駅ビルは「西鉄福岡駅ビル」として現存している。
ソラリアプラザ共々、西鉄福岡駅高架下の商業施設の移転先という位置付けもあり、2階の西鉄福岡（天神）駅より下層はソラリアステージ専門店街となっている。
福岡パルコ本館開業にあわせて2010年3月より、ソラリアステージビルと合わせて西鉄福岡駅ビル部もソラリアステージと案内するように変更されたが、2015年3月に西鉄福岡駅ビル地下1階・中3階・3階・4階・5階に福岡パルコ本館が増床した（パルコでは既存部の階数に合わせる形で中3階 - 5階を4階 - 7階と表記している）ため、パルコ部はソラリアステージに含まれなくなった。
なお、2階の西鉄福岡（天神）駅北口改札外コンコース・中3階及び6階は2017年10月からリニューアルを行っており、“LIVE!”をコンセプトにして商業スペースを1.5倍に拡充すると共にコンコースを一新、「天神TOIRO」と言う空間になり、6階は多目的空間として13室のレンタルスペースとラウンジが新設される。

## フロア構成
西鉄福岡駅ビルは、パルコ入居前はソラリアステージビルと階数を合わせて下から順に地下1階・1階・中2階・2階・中3階・3階 - 5階と案内していたが、パルコ入居後は、既存のパルコ本館の階数に合わせるため、中3階 - 5階を4階 - 7階に変更した。このため案内上は西鉄福岡駅ビルの2階の上は4階となり、3階がない。
なお、ソラリアステージ側では引き続きソラリアステージビルと西鉄福岡駅ビルを一体的に案内しており、ソラリアステージビル内のフロアガイドではパルコ入居部分も中3階 - 5階となっている。
ビルの中央にある吹き抜けのコンコース「ステージ広場」には、ソラリアターミナルビル2階にある西鉄福岡（天神）駅の北口改札正面から階段とエスカレーターが通じている。また、3階には同じくソラリアターミナルビル3階にある西鉄天神高速バスターミナルへの連絡通路がある。このほか、地下2階では天神地下街ときらめき通り地下通路に接続しており、きらめき通り地下通路を介して介して天神地下街、ソラリアターミナルビル（福岡三越）、ソラリアプラザ、ヴィオロ、天神岩田屋本館・新館と接続している。
| ソラリア側の 階数表記 | ソラリアステージビル                                                             | ソラリアステージビル                                                             | ソラリアステージビル                                                             | 連絡 | 西鉄福岡駅ビル                | パルコ 接続階 |
| --------------------- | -------------------------------------------------------------------------------- | -------------------------------------------------------------------------------- | -------------------------------------------------------------------------------- | ---- | ----------------------------- | ------------- |
| 6階                   | SPACE on the Station（レンタルスペース）、西鉄ホール                             | SPACE on the Station（レンタルスペース）、西鉄ホール                             | SPACE on the Station（レンタルスペース）、西鉄ホール                             | ×    | ×                             | （8階）       |
| 5階                   | インキューブ（家庭用品のフロア）・ABCクッキングスタジオ・ボディーズ・ECC外語学院 | インキューブ（家庭用品のフロア）・ABCクッキングスタジオ・ボディーズ・ECC外語学院 | インキューブ（家庭用品のフロア）・ABCクッキングスタジオ・ボディーズ・ECC外語学院 | ×    | 福岡パルコ本館                | 7階           |
| 4階                   | インキューブ（ステーショナリー雑貨のフロア）                                     | インキューブ（ステーショナリー雑貨のフロア）                                     | インキューブ（ステーショナリー雑貨のフロア）                                     | ×    | 福岡パルコ本館                | 6階           |
| 3階                   | 西鉄天神高速バスターミナル連絡口                                                 | インキューブ（美容・健康雑貨のフロア）                                           | インキューブ（美容・健康雑貨のフロア）                                           | ○    | 福岡パルコ本館                | 5階           |
| 中3階                 | インキューブ（ファッション雑貨のフロア） 天神TOIRO                               | インキューブ（ファッション雑貨のフロア） 天神TOIRO                               | インキューブ（ファッション雑貨のフロア） 天神TOIRO                               | ○    | 福岡パルコ本館                | 4階           |
| 2階                   | 西鉄福岡（天神）駅北口改札外コンコース 天神TOIRO                                 | 西鉄福岡（天神）駅北口改札外コンコース 天神TOIRO                                 | 西鉄福岡（天神）駅北口改札外コンコース 天神TOIRO                                 | ○    | プラットインキューブ 連絡通路 | 2・3階        |
| 中2階                 | ソラリアステージ専門店街 （ビューティ&サービス）                                 | 連絡通路                                                                         | 大賀薬局・ジン・デポ福岡 ゼロマチクリニック天神                                  | ○    | 下記参照                      | ×             |
| 1階                   | ソラリアステージ専門店街 （ビューティ&ファッション雑貨・カフェ）                 | ステージ広場 （コンコース）                                                      | 西鉄 インフォメーションセンター                                                  | ○    | 下記参照                      | 1階           |
| 地下1階               | ソラリアステージ専門店街（フードマーケット、レガネット天神）                     | ソラリアステージ専門店街（フードマーケット、レガネット天神）                     | ソラリアステージ専門店街（フードマーケット、レガネット天神）                     | ○    | 福岡パルコ本館                | 地下1階       |
| 地下2階               | ソラリアステージ専門店街（レストラン味のタウン）                                 | ソラリアステージ専門店街（レストラン味のタウン）                                 | ソラリアステージ専門店街（レストラン味のタウン）                                 | ×    | ×                             | ×             |

- 西鉄福岡駅ビル中2階 - ミスタードーナツ、服部歯科、ゆうちょ銀行ATMコーナー
- 西鉄福岡駅ビル1階 - 西鉄旅行天神支店（国内・海外旅行部門）、西鉄不動産 住まいの窓口、ミスタードーナツ、宝くじ売り場、リアット!天神ソラリア店、マジックミシン天神ソラリア店、セカンドストリート福岡天神買取専門店、保険見直し本舗/住信SBIネット銀行

## 西鉄ホール
西鉄ホール（にしてつホール）は、ソラリアステージ6階にある多目的ホール。運営はラブエフエム国際放送（旧：天神エフエム）。

### 歴史
幅20m×奥行25m×天井高約6.5mというフローリング床のフラットな空間を持ち、組み立て式ステージ（113.4m2）とロールバックチェアを備えて最大464人収容（可動式客席286席、スタッキングチェア178席）の中規模劇場としても使用される。劇団ギンギラ太陽'Sは開場以来本ホールでの公演を基本としているほか、福岡演劇フェスティバル（特定非営利活動法人アートマネージメントセンター福岡主催）が本ホールを会場に毎年開催されている。このほか、天井の高さを生かして格闘技イベントの会場としても使用される。九州プロレスが本拠地としている。
また、福岡国税局（福岡税務署及び博多税務署）が年度末の確定申告署外申告会場として利用している。2011年からはSCRAP主催の体感型謎解きイベント「リアル脱出ゲーム全国ツアー」福岡公演の会場として定着していたが、2016年8月以降は西鉄ホール近隣にアジトオブスクラップ福岡天神がオープンし、HKT48がパピヨン24ガスホールとスカラエスパシオで行われる定期公演開催期間中に限り実施している。
2016年2月23日に、ホークスタウンモール（中央区地行浜）内にあるHKT48の専用劇場「HKT48劇場」が同モールの再開発に伴い、2016年3月31日に閉鎖され、HKT48が西鉄ホールを拠点に活動することが発表された。2016年4月28日に行われた「HKT48劇場移転・リニューアルOPEN特別公演」より使用開始。なお、従前のようなHKT48専用ホールではなく、HKT48以外のイベントも引き続き開催され、2020年7月には中央区地行浜の福岡ドーム敷地内に完成した商業施設「BOSS E・ZO FUKUOKA」内に2代目の専用劇場となる「西日本シティ銀行 HKT48劇場」が完成したことから、拠点を再移転している。